# دانکن، میسیسیپی
دانکن (به انگلیسی: Duncan) شهرکی در ایالت میسیسیپی کشور ایالات متحده آمریکا است که جمعیت آن در سرشماری سال ۲۰۱۰ میلادی، ۴۲۳
نفر بوده‌است.